# Pedro Alexandre
Pedro Alexandre är en kommun i Brasilien.   Den ligger i delstaten Bahia, i den östra delen av landet, 1 300 km nordost om huvudstaden Brasília. Antalet invånare är 16 995.
Omgivningarna runt Pedro Alexandre är huvudsakligen savann. Runt Pedro Alexandre är det glesbefolkat, med 16 invånare per kvadratkilometer.